# Апрель Семнадцатого
Апрель Семнадцатого ― роман русского писателя Александра Солженицына. Продолжение романа «Март Семнадцатого», повествующего о начале февральской революции 1917 года.
Апрель Семнадцатого повествует о событиях, произошедших через месяц после Февральской революции, характеризующихся возвращением Ленина в Россию и ростом его влияния в правящих кругах.

## Содержание
В первом томе рассказывается о событиях, происходивших с 25 апреля по 5 мая, с кратким изложением событий, происходивших с 3 по 21 апреля . Особое внимание уделяется актам Совета рабочих депутатов и его взаимоотношениях с Временным правительством. На Всероссийском совещании Советов, состоявшимся в середине апреля, была принята резолюция, ставящая правительство под полный советский контроль и критикующая военного министра Гучкова за самостоятельные действия.
Ленин возвращается в Россию и своими пламенными речами он побуждает пролетариат захватить Советский Союз, а затем свергнуть Временное правительство. Он хочет остановить войну против Германии и подчеркнуть войну против буржуазных сил. Министр юстиции Керенский предпочёл оставить ему свободу слова, не считая его очень опасным, но Ленин умел привлечь внимание рабочего мира, а также солдат, которые больше не желали воевать.
Солдаты создают комитеты, которые говорят об ослаблении власти офицеров и генералов. Стоящие в Петрограде солдаты, стоявшие у истоков революции, не хотят идти на фронт и объявляют себя Хранителями Революции. Они останутся в столице, чтобы сохранить достижения. Пусть в бой идут солдаты других городов! Временное правительство не смеет протестовать.
В конце апреля в речи в Таврическом дворце Ленин изложил свои тезисы: немедленная раздача земли крестьянам, прекращение империалистической войны, вся власть в руках Совета, свержение Временного правительства. Все это хорошо воспринимается доброй частью народа, хотя некоторые полки хотят это прекратить, потому что немедленное окончание войны означало бы, что они воевали зря. Но для Временного правительства Ленин имеет право на своё мнение.
2 мая министр иностранных дел Милюков направил союзникам ноту, в которой говорилось, что военные цели Временного правительства остаются теми же, что и у царского правительства, и что Россия будет вести войну до окончательной победы. Услышав это, Ленин ликует: нота доказывает империалистические цели этого буржуазного правительства. Со своей стороны, Совет не может поверить, что Милюков прислал эту ноту, не сообщив им об этом. Одни члены требуют отставки Милюкова, другие просто хотят свергнуть правительство. 3 мая несколько полков прошли парадом перед Марийским дворцом, резиденцией правительства, чтобы потребовать там голову Милюкова. Корнилов, командующий Петроградским военным округом, разглагольствует и умиротворяет их. Вечером там же проходит еще одна демонстрация, на этот раз в поддержку Временного правительства. Там выступают министры, в том числе и Милюков.
4 мая в Петрограде продолжаются демонстрации в пользу правительства. Затем прибыли вооруженные рабочие с криками: «Долой правительство!». В какой-то момент они стреляют в безоружных солдат, которые хотели их остановить. Есть несколько смертей. Многие из этих рабочих были вооружены и отправлены большевиками . Совет и Временное правительство, пытавшиеся договориться о приемлемом объяснении ноты Милюкова, заподозрили это, но решили не предпринимать никаких действий против Ленина.
На следующий день он дал довольно положительную оценку этим демонстрациям. Скоро, по его мнению, созреют плоды для захвата власти пролетариатом.
Второй том начинается с «Первомайской» демонстрации в Москве, через некоторое время из-за неспособности противостоять анархии и разложению армии Гучков принял решение подать в отставку.
Зиновьев становится оратором большевиков. После создания коалиционного кабинета министров с социалистами, Милюков отказался от должности министра народного просвещения, в результате чего вышел из состава правительства.
Ленин репетирует с помощниками, как отстаивать на суде особняк Кшесинской. 4 мая 1917 года Троцкий приезжает в Петроград на Финляндский вокзал, где также был митинг.